# Pfarrkirche Schwarzlackenau

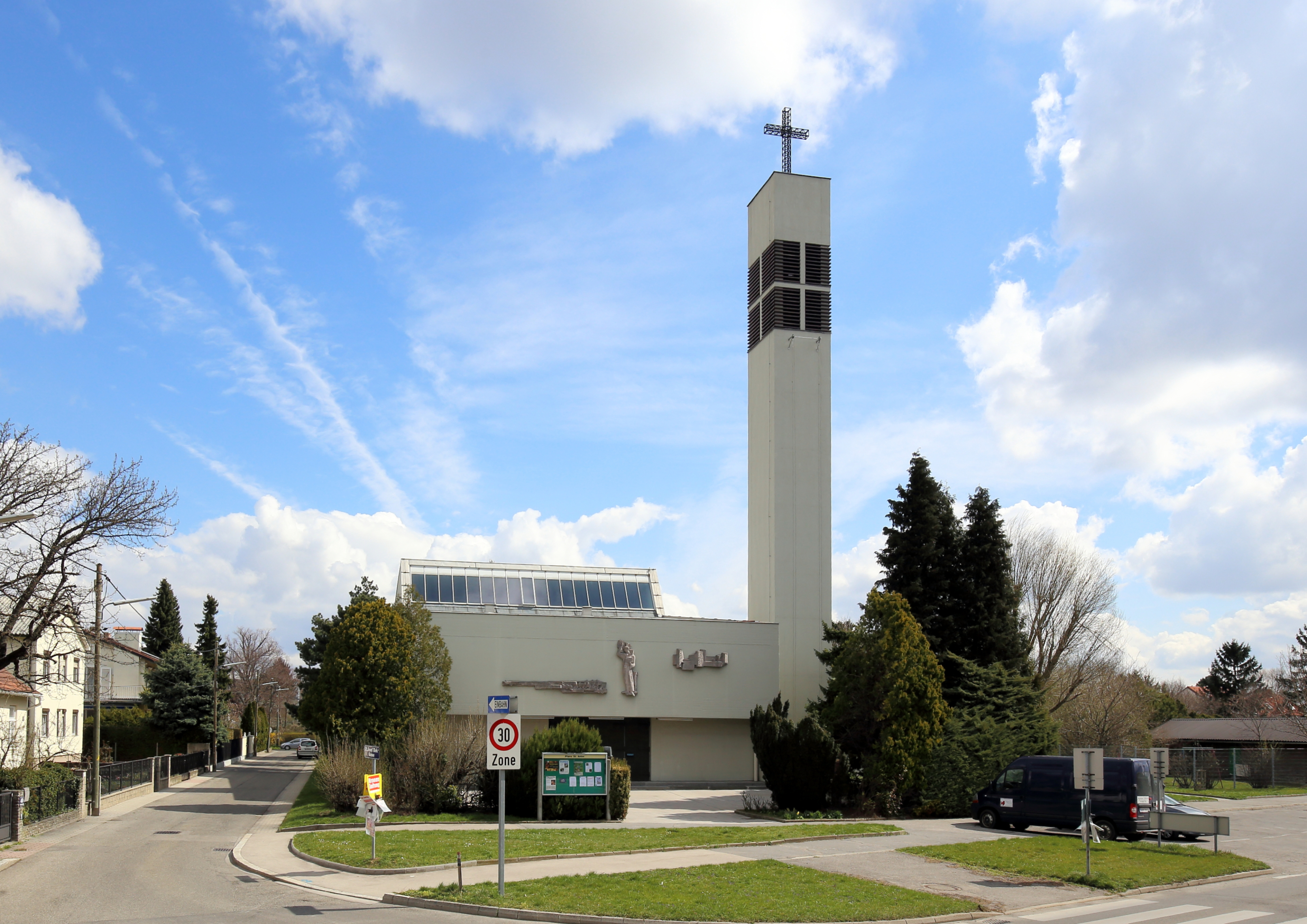
Katholische Pfarrkirche hl. Antonius in Wien-Schwarzlackenau

Die Pfarrkirche Schwarzlackenau (auch: St.-Antonius-von-Padua-Kirche) ist eine römisch-katholische Pfarrkirche im Bezirksteil Schwarze Lackenau des 21. Wiener Gemeindebezirks Floridsdorf. Die Pfarre liegt im Stadtdekanat 21 des zur Erzdiözese Wien gehörenden Vikariates Wien Stadt. Sie ist dem heiligen Antonius geweiht.

## Geschichte
Auf Initiative von Prälat Josef Gorbach wurde in der Siedlung Schwarzlackenau 1937 eine Notgottesdienststätte eingerichtet, in einer altersschwachen Holzbaracke.
Im Jahre 1964 wurde die nach den Plänen des Architekten Leo Splett errichtete Kirche eingeweiht. Die 28 Glasfenster wurden 1963/1964 von Leopold Birstinger entworfen.

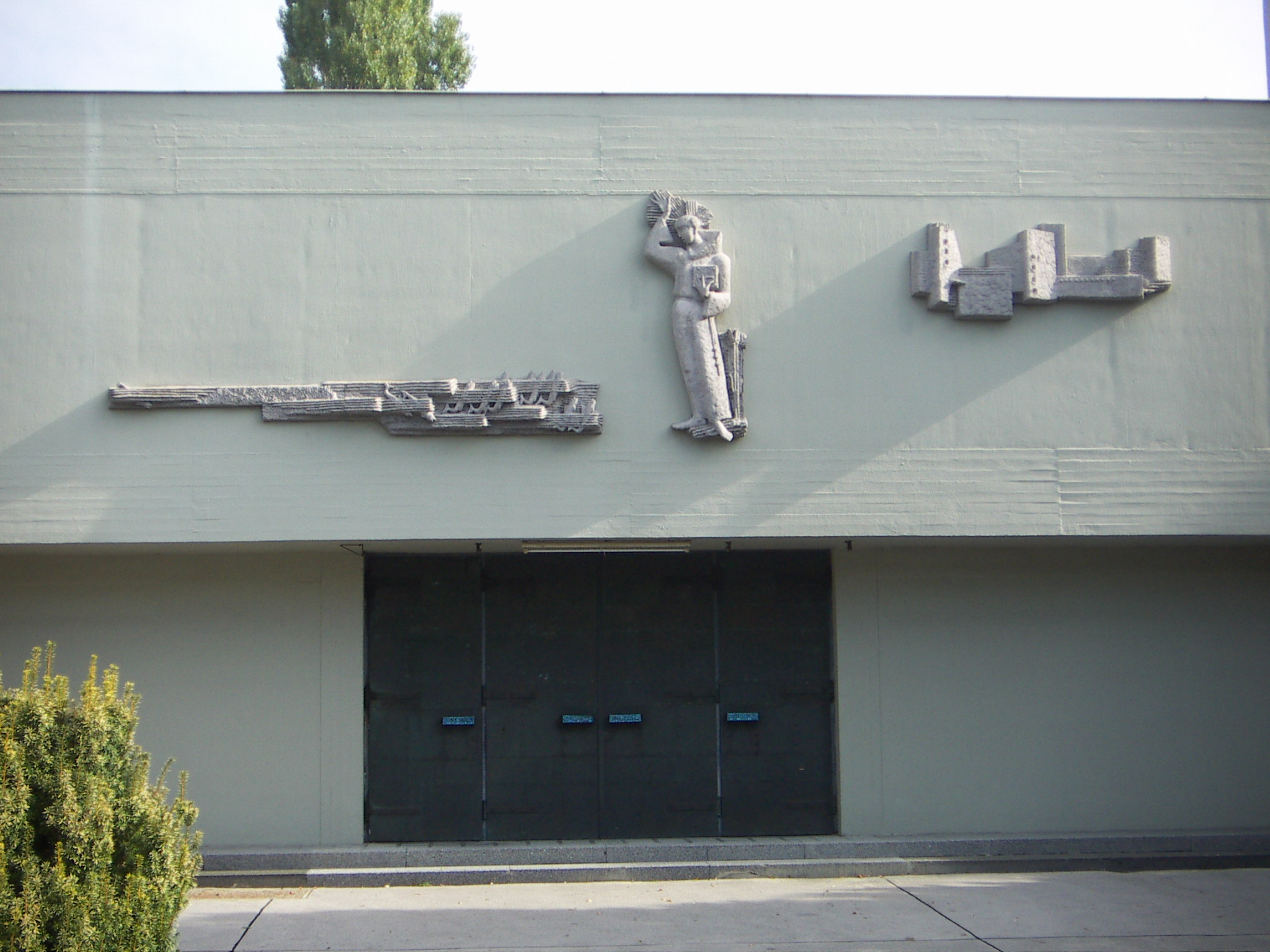
Portal der Pfarrkirche

## Architektur
Leo Splett schuf 1960 eine klare, sehr zurückgenommene Architektur. Der strenge kubische Raum hat eine ausgezeichnete Lichtführung, Der schlichte Turm wurde an die Kirche angebaut, die strenge Portalfront ist großzügig gegliedert. Das Relief Fischwunder des hl. Antonius stammt von Hannes Haslecker.